# Roger giải cứu công chúa Angelica
Roger giải cứu Angelica (Tên gốc: Roger délivrant Angélique) là bức họa được vẽ vào năm 1819 bởi họa sĩ người Pháp Jean-Auguste-Dominique Ingres minh họa một cảnh trong bài thơ sử thi nổi tiếng Orlando Furioso của Ludovico Ariosto. Hiện nay bản vẽ sơn dầu trên vải có kích thước 190 x 147 cm  thuộc sở hữu của Viện bảo tàng Louvre. Họa sĩ Ingres sau đó còn vẽ một số bản biến thể khác mô tả riêng từng phần của bức họa này như bản vẽ "Angelica bị xiềng xích" (1859) (tên gốc: Angélica Acorrentada, hiện trưng bày tại bảo tàng São Paulo).

## Chủ đề câu chuyện
- Trong đoạn ca thứ 8 của bài thơ sử thi Orlando Furioso công chúa Angelica trốn khỏi Rinaldo. Trên đường một phù thủy dưới lốt ẩn sĩ triệu hồi một con quỷ đến chiếm hữu con ngựa bạch của nàng. Khi Angelica vừa chạm bờ biển, con ngựa bắt đầu lặn và bơi đi để lại công chúa kẹt lại bờ biển trong mệt mỏi và ẩm ướt.
Vùng biển này có đảo Ebuda bị đe dọa bởi quái vật Orc hùng mạnh. Chuyện bắt đầu từ thần Proteus đã có thai với công chúa của hòn đảo khiến vua đảo này kết án con gái đang mang thai của mình phải chết, Proteus tức giận liền gửi quái vật biển đến tàn phá đảo. Cư dân Ebuda đã tìm cách cúng tế một thiếu nữ xinh đẹp mỗi ngày cho Orc. Họ bắt đầu bắt cóc thiếu nữ các đảo lân cận. Một thuyền hải tặc Ebuda phát hiện công chúa Angelica đang ngủ trên bờ biển và bắt giữ nàng . Công chúa Angelica bị đưa đi làm vật cúng tế, lột bỏ hết y phục,xích vào một tảng đá trên Isle of Tears hiến cho Orc.
- Trong đoạn ca Orlando Furioso thứ 10 hiệp sĩ Rogero cưỡi hippgriff (một sinh vật một nửa ngựa, nửa chim ưng) đến Hebrides. Trong khi bay gần bờ biển Brittany Rogero phát hiện ra công chúa Angelica chịu tình cảnh trần truồng bị xiềng xích. Con quái vật đã xuất hiện trên bờ biển để tìm nạn nhân. Rogero đã chiến đấu với Orc, nhưng con quái vật biển là một sinh vật quá mạnh mẽ. Chàng hiệp sĩ phải sử dụng lá chắn ma thuật của mình để làm choáng con quái vật, và giải phóng công chúa xinh đẹp từ khỏi xiềng xích, và bay xa cùng nàng ấy.

## Trưng bày
Năm 1817, họa sỹ Ingres nhận tiền hoa hồng cho bức họa này. Năm 1819 bản vẽ "Roger giải cứu công chúa Angelica" được gửi đến bảo tàng Louvre. Nó được trưng bày cùng với một bức tranh nổi tiếng khác của ông là La Grande Odalisque vẽ một vị cung phi.
Năm 1819 Bức tranh được đại sứ Pháp tại Vatican Comte de Blacas mua lại cho vua Louis XVIII và nó đã được cài trên một cánh cửa trong phòng ngai vàng tại cung điện Versailles từ 1820 cho đến 1823 trước khi được chuyển đến Bảo Tàng Luxembourg. Đây là bức tranh đầu tiên của Ingres được đặt vào một bộ sưu tập công cộng.
Như một kết quả của hoạt động trao đổi các tác phẩm nghệ thuật thường xuyên, tháng 12 năm 2014, bức tranh "Roger giải cứu công chúa Angelica" lại xuất hiện tại bảo tàng Louvre
Ingres có vẽ số bản biến thể khác mô tả riêng từng phần của bức họa. Một bản sao theo khổ thẳng đứng được vẽ trước năm 1839 đã được họa sĩ Edgar Degas mua vào năm 1894, cuối cùng được mua lại bởi Thư viện Quốc gia, London. Một bản sao năm 1841, trong một định dạng hình bầu dục được trưng bày tại bảo tàng Ingres (một bảo tàng ở tỉnh Montauban trưng bày tác phẩm nghệ thuật và hiện vật liên quan đến Jean Auguste Dominique Ingres). Một bản sao năm 1859 mô tả riêng công chúa Angelica bị xiềng xích
có tại bảo tàng mỹ thuật São Paulo.

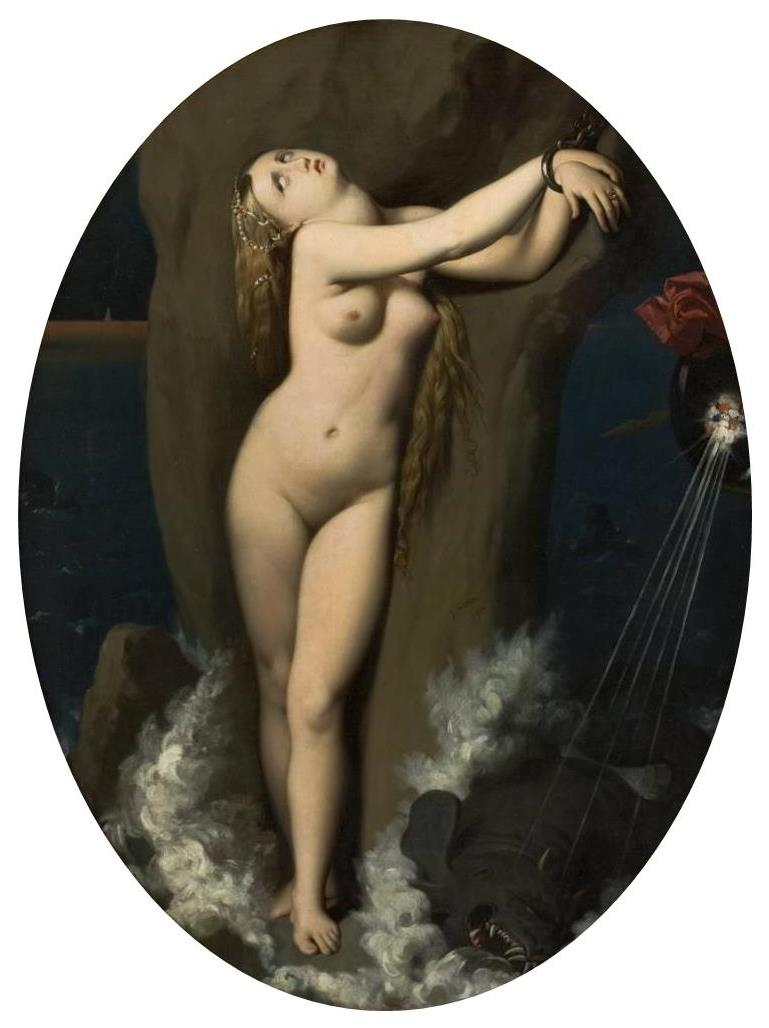
Phiên bản "Công chúa Angelica bị xiềng xích" (1859) tại bảo tàng mỹ thuật São Paulo
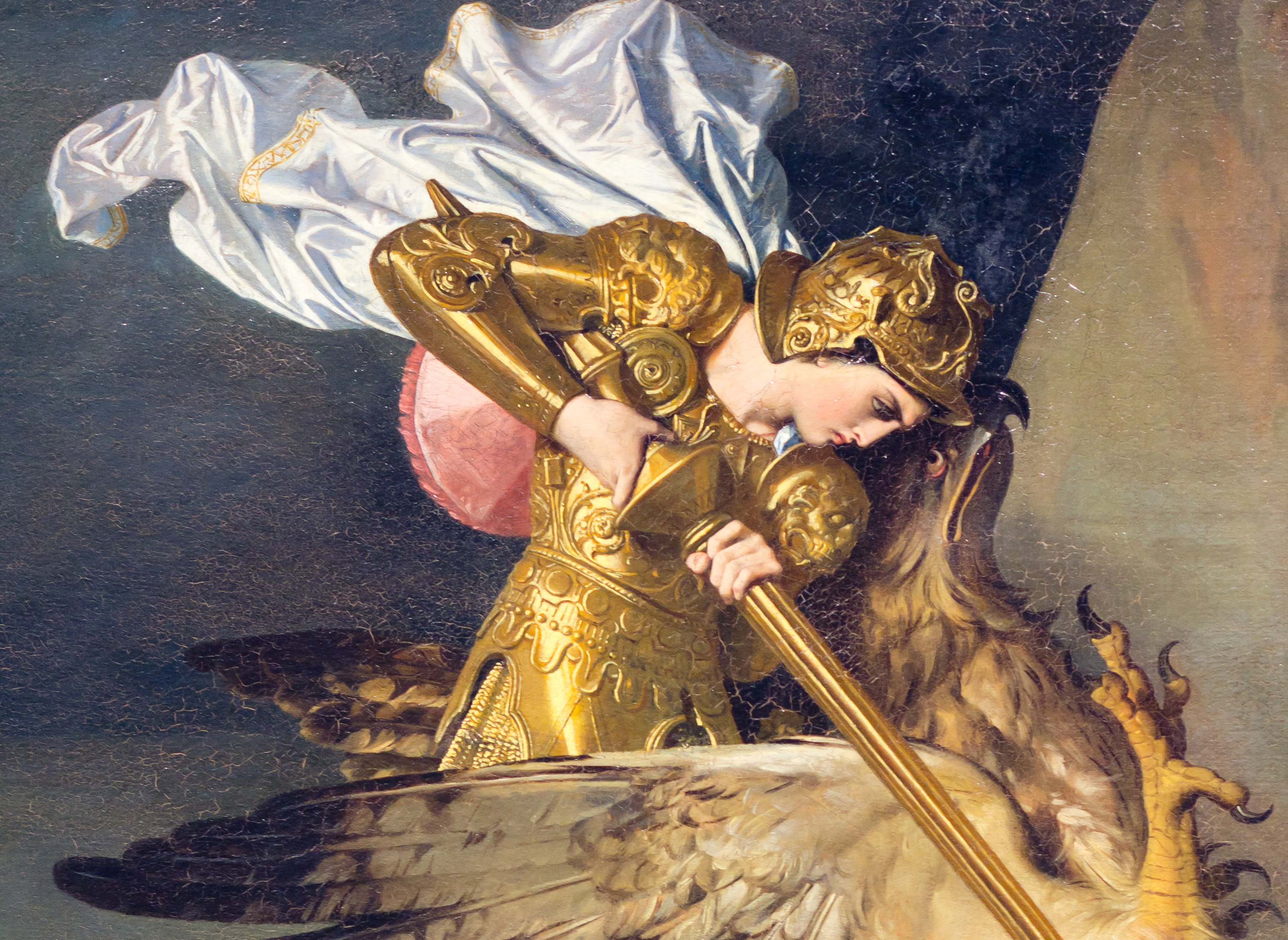
Phiên bản hiệp sĩ Roger trên lưng hippogriff trưng bày tại Viện bảo tàng Louvre
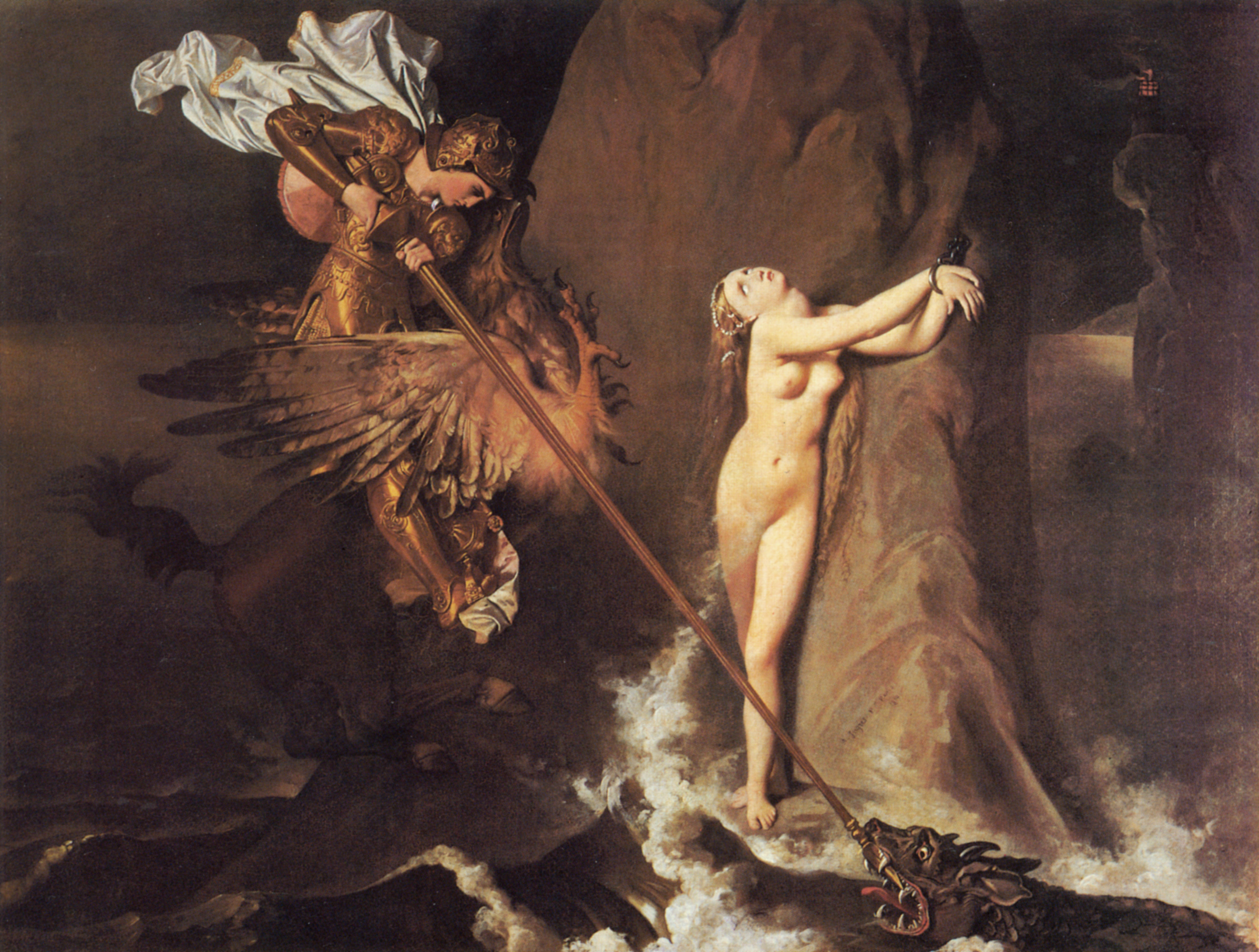
Phiên bản "Roger giải cứu công chúa Angelica" (1830) tại thư viện quốc gia London
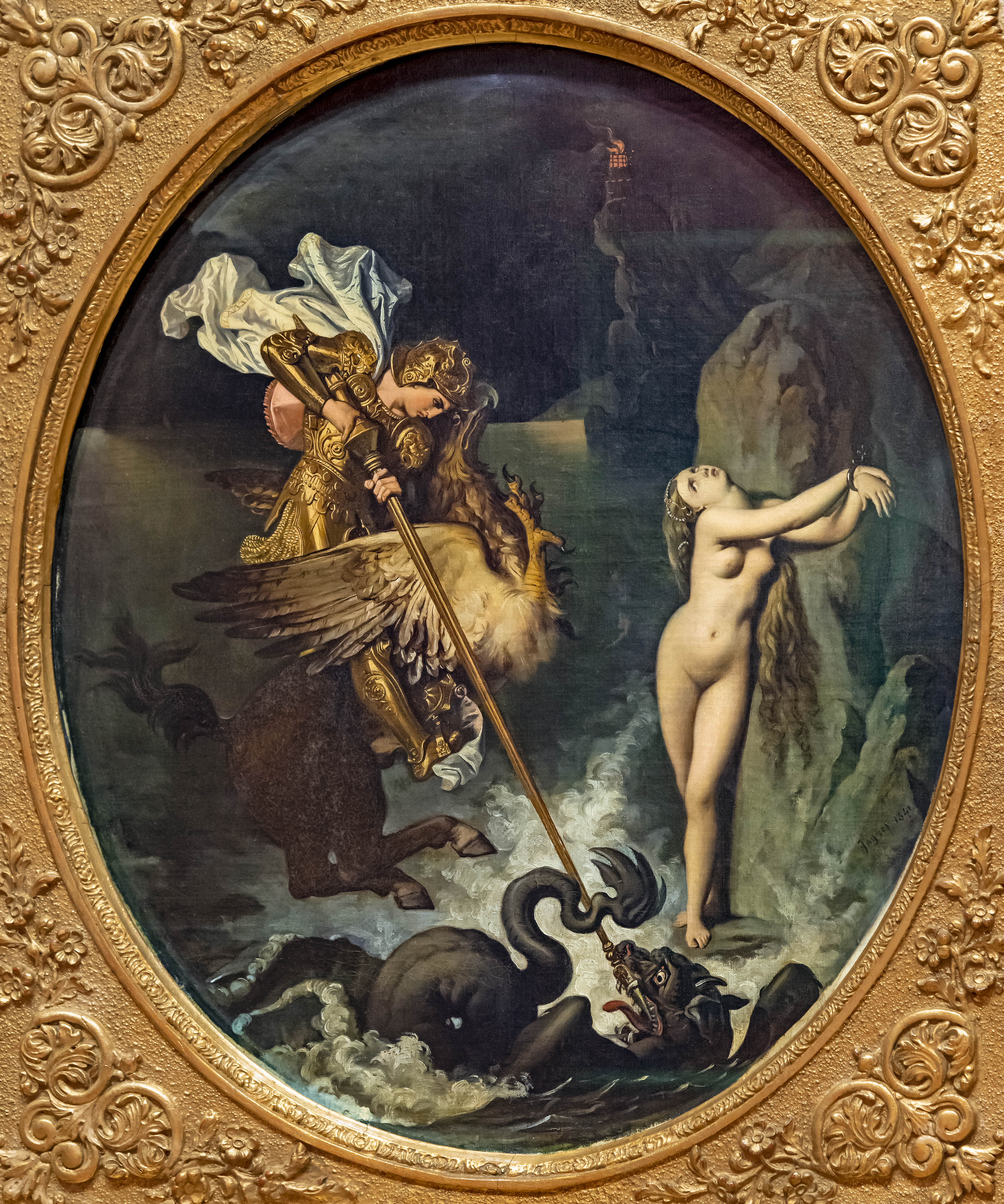
Phiên bản "Roger giải cứu công chúa Angelica" định dạng bầu dục (1841) tại bảo tàng Ingres

,